# Cejle
Cejle település Csehországban, a Jihlavai járásban. Cejle Dvorce, Rohozná, Dolní Cerekev, Hojkov, Kostelec, Nový Rychnov és Mirošov településekkel határos. Lakosainak száma 521 fő (2024. január 1.).

## Népesség
A település lakosságának változását az alábbi diagram mutatja:
| Lakosok száma | 670  | 651  | 670  | 485  | 407  | 393  | 486  | 494  | 510  | 521  |
|               | 1869 | 1890 | 1921 | 1950 | 1980 | 2001 | 2017 | 2019 | 2022 | 2024 |